# Clube Naval de Cascais
O Clube Naval de Cascais (CNC) MHIH • MHIP é um clube desportivo ligado aos desportos náuticos localizado na vila de Cascais, em Portugal, sendo fundado em 1938.
A 10 de outubro de 2013, foi feito Membro-Honorário da Ordem do Infante D. Henrique. A 21 de junho de 2018, foi feito Membro-Honorário da Ordem da Instrução Pública.